# Victor Cherbuliez

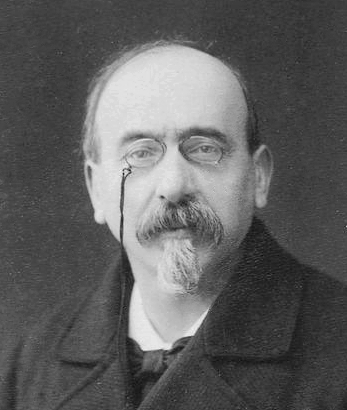
Victor Cherbuliez

Victor Cherbuliez (* 19. Juli 1829 in Genf, Schweiz; † 1. oder 2. Juli 1899 in Combs-la-Ville, Département Seine-et-Marne) war ein schweizerisch-französischer Schriftsteller.

## Leben
Cherbuliez entstammte einer hugenottischen Familie, die nach dem Edikt von Nantes in die Schweiz geflüchtet war. Sein Vater war Andrè Cherbuliez, Professor an der Universität Genf. Seine Schulzeit absolvierte Cherbuliez in seiner Heimatstadt, wo er von 1847 bis 1852 an der Universität Mathematik studierte. 
Anschliessend begann er ein Philosophie- und Philologie-Studium an der Sorbonne.
Später wechselte er an die Universität Bonn und an die Universität Berlin. Nach seiner Rückkehr nach Genf war Cherbuliez dort einige Zeit als Lehrer und Journalist tätig und war mit Jacques Alfred van Muyden befreundet. 
Seine literarische Karriere begann er gegen Ende der 1850er Jahre, als er nach einer Orientreise in der Zeitschrift Revue des Deux Mondes die „Causeries athéniennes“ publizierte. Daraufhin wurde er Mitarbeiter der Revue und veröffentlichte dort unter anderem 1860 sein Erstlingswerk „Un cheval de Phidias“, 1863 „Le Comte Kostia“ und 1864 „Paule Méré“.
1875 übersiedelte Victor Cherbuliez nach Paris und erhielt 1879 die französische Staatsbürgerschaft. Am 18. Dezember 1881 berief ihn die Académie française als Nachfolger des verstorbenen Juristen Jules Dufaure (Fauteuil 3); ihm selbst folgte 1900 der Schriftsteller Émile Faguet auf dieser Stelle nach.
Um 1895 zog sich Cherbuliez von der Öffentlichkeit zurück und ließ sich in Combs-la-Ville nieder. Dort starb er drei Wochen vor seinem 70. Geburtstag und fand seine letzte Ruhestätte auf dem Cimetière Montparnasse.
Cherbuliez publizierte viele seiner Werke unter dem Pseudonym G. Valbert; sie waren zuerst in Zeitungen bzw. Zeitschriften wie Revue des Deux Mondes u. a. zu lesen. Mit seinen belletristischen Arbeiten stand er anfangs noch etwas im Schatten von George Sand, fand aber schon bald zu seinem unverwechselbaren Stil.

## Ehrungen
- 1870 Ehrenlegion
- 1882 Offizier der Ehrenlegion

## Werke (Auswahl)
Belletristik
- L'aventure de Ladislas Bolski. 1869.
- Le comte Kostia. 1863 (Vorlage für Graf Kostja aus dem Jahr 1924).
- La ferme de choquard. 1883.
- Meta Holdenig. 1873.
- Prosper Randoce. 1868.

Sachbücher
- Un cheval de Phidias. 1860.
- Études de littérature et d'Art. 1887.
- Profiles étranges. 1889.